# Carex aphyllopus
Espèce
Classification phylogénétique
Carex aphyllopus est une espèce de plantes du genre Carex et de la famille des Cyperaceae.